# Рукавичка (балада)

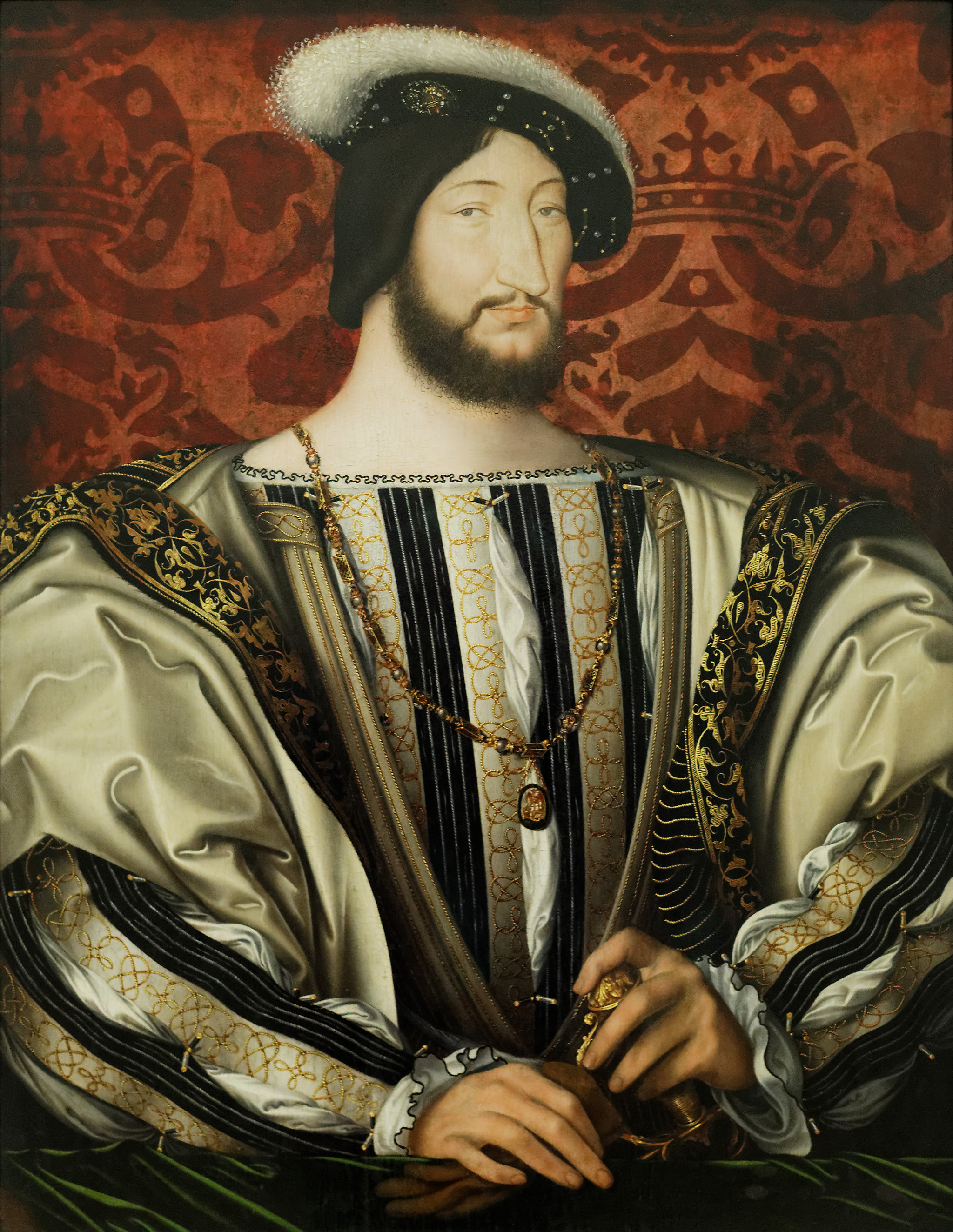
Портрет Франциска І

«Рукавичка» (Der Handschuh)  — балада німецького поета, представника доби Просвітництва, Фрідріха Шиллера.

## Історія створення
Сюжет балади «Рукавичка» запозичений із французької хроніки XVI століття. За основу твору взято подію, яка ніби відбулася при дворі французького короля Франциска I (1515–1547). Прототипом героя балади Ф. Шиллера став лицар Делорж, про подвиги якого збереглося багато легенд і фольклорних переказів. Автор, представник доби Просвітництва, утверджує риси "природної" людини. Лицар - мужній чоловік, який знає про честь і гідність, і чинить так, як підказує серце.

## Тематика
У баладі розповідається про подію при дворі французького короля Франциска I. Тема: зіткнення особистості з жорстоким світом.
Головна думка: засудження деспотичних законів суспільства, оспівування почуття людської гідності. Автор порушує проблему цінності людського життя.
Легенда наближена до реального життя. У творі зображено два світи: світ тварин і світ людей. У тварин боротьба за існування іде на смерть. Король Франц розважається у своєму звіринці. Людський світ виявляється жорстокішим за тваринний. Куніґунда заради власного задоволення посилає на смерть закоханого лицаря. 

## Жанр
Твір відповідає вимогам жанру "балада": наявний історико-героїчний зміст; сюжет напружений, динамічний. У баладі Шиллера глибокий філософський зміст. Події близькі до проблем сучасного йому життя. Сюжет побудований на зіткненні різних характерів, поглядів, ідей, нагадує невеликий драматичний твір, де кожний персонаж виконує свою роль. Шиллер поєднав критику наявних порядків з вірою у моральне вдосконалення людства. 

## Композиція
Композиція нагадує виставу в театрі.
1. Експозиція – очікування у звіринці при дворі короля забав.
2. Зав’язка – на знак Франциска I випускають на арену хижих звірів.
3. Розвиток дії – опис поведінки звірів; красуня Кунігунда кидає рукавичку на арену між хижаками й просить Делоржа принести рукавичку.
4. Кульмінація – лицар сміливо виходить на арену і забирає рукавичку.
5. Розв’язка – Делорж відмовляється від подяки, кидаючи рукавичку в обличчя дамі.

## Переклади українською
- Борис Щавурський